# 村山恵美
村山 恵美（むらやま えみ、1974年6月29日 - ）は、元新潟放送のアナウンサー、元新潟総合テレビのアナウンサー。
新潟県新潟市出身。関東学院大学経済学部を卒業後、1997年に新潟放送に入社。同局のアナウンサーを務めた後、2001年3月に新潟総合テレビへ移籍した。

## 担当番組

### ラジオ番組
- ミュージックポスト（新潟放送） - 月曜・火曜・水曜アシスタント[2][4]
- ブランチバスケット（新潟放送）[2]

### テレビ番組
- 県民の広場（新潟総合テレビ）[1]
- TVウォッチング（新潟総合テレビ）[1]
- NSTスーパーニュース（新潟総合テレビ）[3]
- スマイルスタジアムNST（新潟総合テレビ）[3]
- NSTスーパー競馬（新潟総合テレビ）[3]